# Ngomante (periodiskt vattendrag i Bubanza)
Ngomante är ett periodiskt vattendrag i Burundi.   Det ligger i provinsen Bubanza, i den nordvästra delen av landet, 30 km norr om huvudstaden Bujumbura.
Omgivningarna runt Ngomante är en mosaik av jordbruksmark och naturlig växtlighet. Runt Ngomante är det tätbefolkat, med 411 invånare per kvadratkilometer.